# Bombardement du 7 août 2023 à Pokrovsk
Le bombardement du 7 août 2023 à Pokrovsk est une frappe aérienne menée par plusieurs missiles balistiques Iskander-M lancés vers 19 h 15 par les forces armées russes sur le centre-ville de Pokrovsk dans l'oblast de Donetsk, en Ukraine.

## Événements
Après la première frappe, les forces russes ont attendu 40 minutes jusqu'à ce que les secours arrivent sur place pour tenter de sauver les blessés et les survivants ensevelis sous les décombres, avant de lancer une seconde frappe, tuant un responsable des services d'urgence et blessant d'autres personnes assistant à la scène,. 10 personnes sont tuées lors des frappes et 82 autres blessées. La recherche d'autres survivants est donc abandonnée par crainte d'une nouvelle attaque contre les secouristes. Au bout de quelques jours, 122 tonnes de décombres seront retirées des zones touchées.
Les frappes ont endommagé au moins 12 immeubles, dont un hôtel et un immeuble de cinq étages. Selon le ministère russe de la Défense, ses forces ont frappé un poste de commandement de l'armée ukrainienne, en nommant la ville de Pokrovsk par son nom soviétique, « Krasnoarmeïsk ». Le gouvernement ukrainien pointe l'imprudence de l'attaque en rejetant cette affirmation, dénonçant des zones civiles visées. L'attaque de type « tir couplé » était auparavant également utilisée par les forces russes pendant la guerre civile syrienne afin de maximiser les pertes.

## Réactions
Le président Volodymyr Zelensky, lors d'une déclaration en ligne, accuse la Russie de ne vouloir laisser que des « pierres brisées et brûlées » dans l’est de l’Ukraine. Ses remarques accompagnent des images d'un immeuble résidentiel de cinq étages endommagé, dont un étage est partiellement détruit.

## Galerie d'images

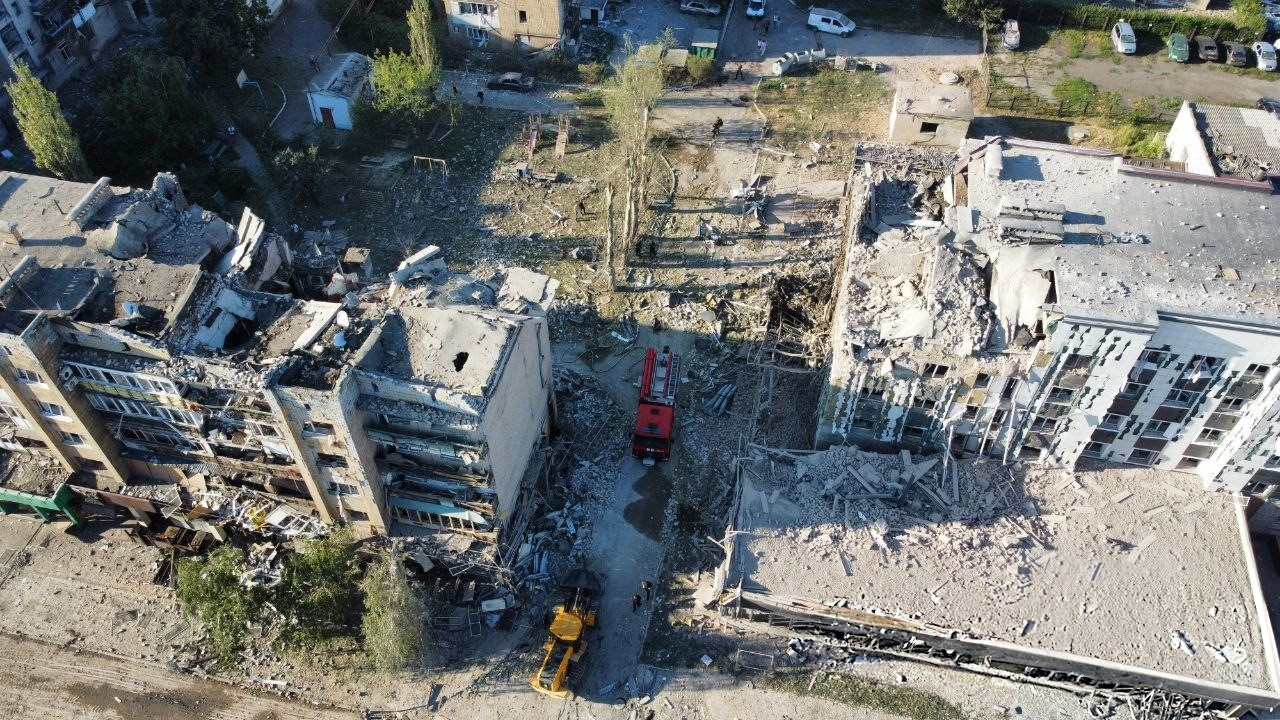
Vue aérienne des dégâts sur un immeuble.
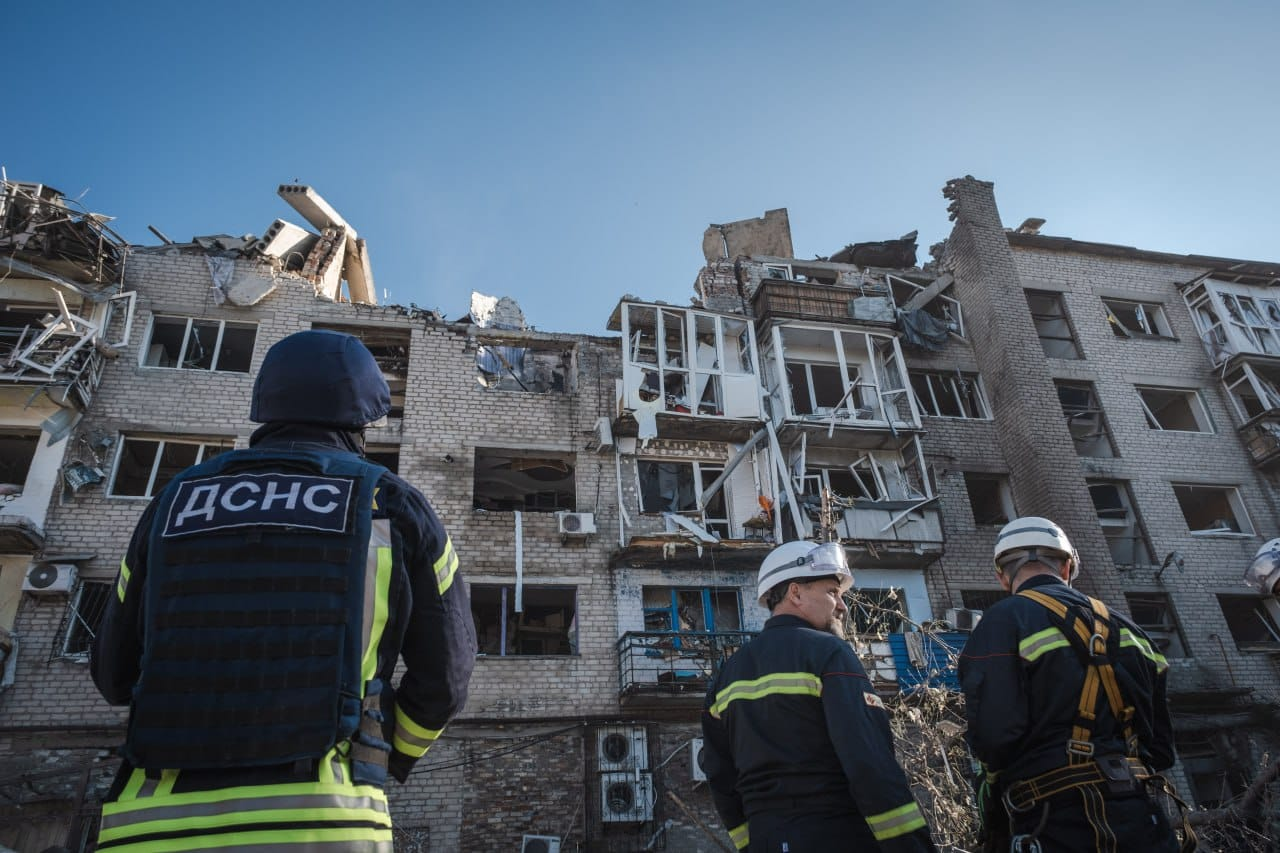
Dégâts après le premier missile.
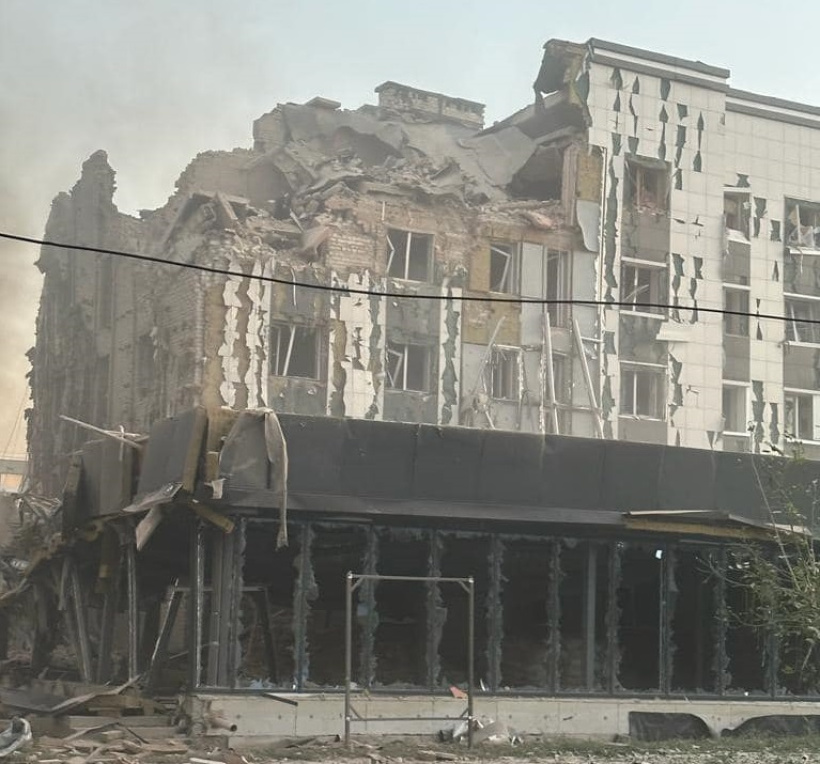
Hôtel Droujba touché par le second missile.
- En vidéo.